# 張琦 (天順進士)
張琦（1422年—？），字宋卿，浙江寧波府慈谿縣人，明朝政治人物。進士出身。

## 生平
正統六年（1441年）辛酉科浙江鄉試第二十二名。天順元年（1457年）參加丁丑科會試第七十八名，殿試登進士第二甲第三名。

## 家族
曾祖父張堅、祖父張鐘、父亲張忻。